# نظم العمل المعرفي
نظم العمل المعرفي (بالإنجليزية: Knowledge Work System, KWS)‏ هي نظم متكاملة من البيانات والمعلومات تساعد من يتطلب عمله التفكير والاستخدام المكثف للمعرفة لايجاد الحلول المناسبة لتطوير منتجات وخدمات المنظمة. يزود عمال المعرفة
 بمحطات عمل حاسوبيه مرتبطة بالشبكة للتواصل فيما بينهم، ومحمل عليها برامج تطبيقية المكتبية. تهدف هده الأنظمة إلى مساعدة المنظمة في دمج المعرفة داخل المنظمة والمساعدة في التحكم بالمعلومات لصالحها.
هذه النظام يقوم على عدة مقومات منها:
- يعتبر وسيلة لاكتساب المعرفة.
- يقوم بإستغلال مضمون قواعد المعرفة وتوظيفها لخدمة المستفيد.
- يعمل على إستنتاج وإستخلاص معارف جديدة وتطبيقها.
- يعمل على تنميط المشاكل ومحاكاة ووضع البدائل.
- يعمل إيجاد الأساليب الملائمة لتمثيل المعرفة وتخزينها وتحليلها.

## اقرأ أيضًا
- اقتصاد المعرفة
- إدارة المعرفة
- تقانة المعلومات
- طلال أبو غزالة
- قاعدة معرفة
- مشاركة المعرفة